# Busqueta pàl·lida

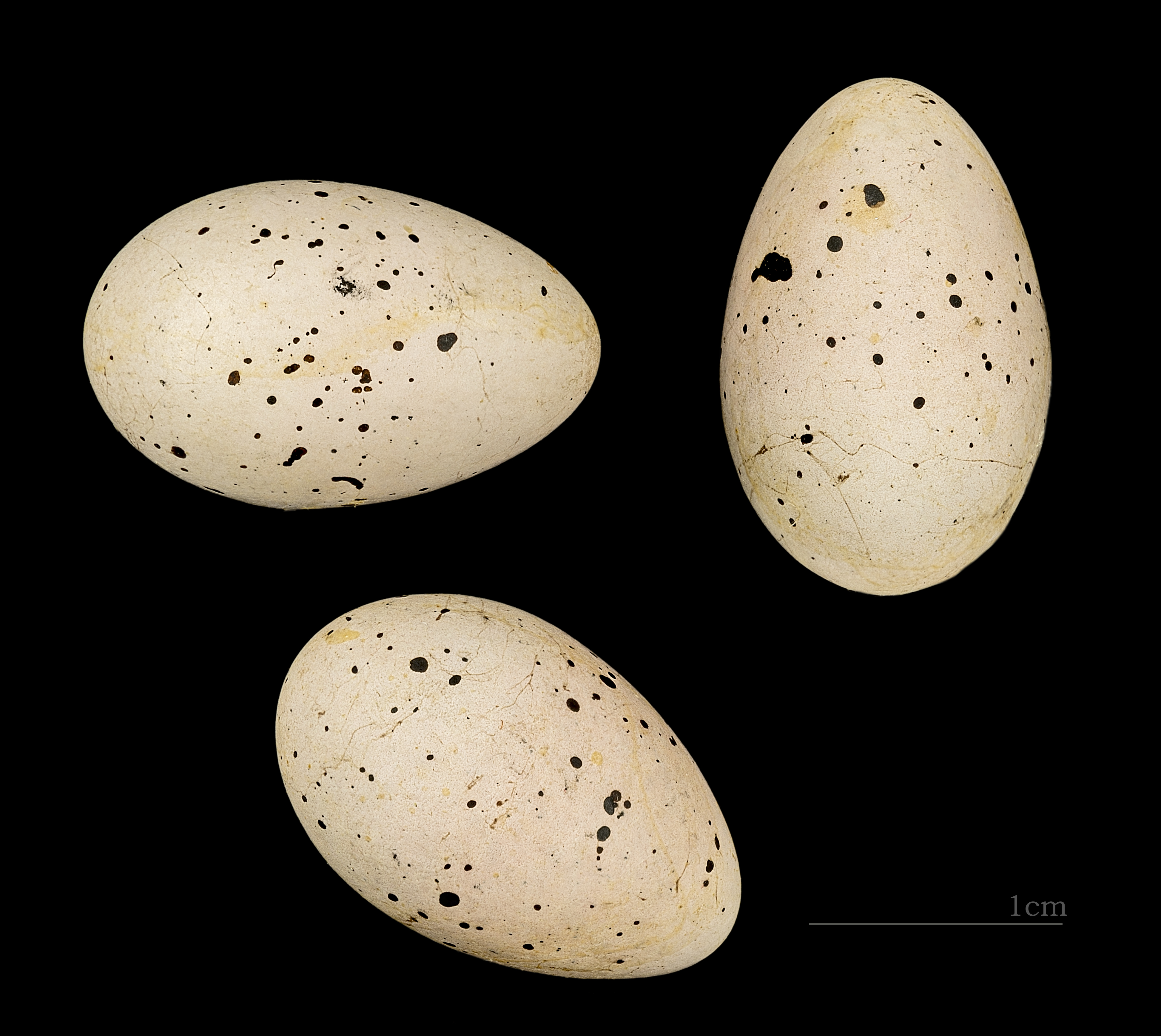
Iduna pallida elaeica

La busqueta pàl·lida (Iduna pallida) és una espècie d'ocell de la família dels acrocefàlids (Acrocephalidae) que habita zones àrides a prop de l'aigua d'Europa sud-oriental, Àfrica Septentrional, des del Marroc fins a Egipte, oasis del Sàhara, Turquia, Orient Pròxim, Península Aràbiga, l'Iraq, oest i nord de l'Iran, sud del Kazakhstan i Turkmenistan.